# 弗氏牙鯛
弗氏牙鯛為輻鰭魚綱鱸形目鱸亞目鯛科的其中一種，分布於西南太平洋的切斯特菲爾德群島及新喀里多尼亞海域，棲息深度210-290公尺，體長可達21.5公分，棲息在大陸架，屬肉食性。